# محمية جبل سمحان
تعتبر محمية جبل سمحان الطبيعية بمحافظة ظفار من أكبر محميات الحيوانات النادرة في سلطنة عمان. ويتكون جبل سمحان من سلسة من القمم الجبلية التي تفصل بينها أودية عميقة وضيقة وبرك مياه، ويصل ارتفاعه إلى أكثر من 4000 قدم، وفي مثل هذه المرتفعات والوديان تعيش حيوانات الوعل النوبي والغزال والضبع المخطط والوشق والقط البري والثعالب والنيص والقنافذ والوبر، وتوفر المنحدرات في بعض الأودية مثل وادي صنياق مواقع طبيعية لحياة بعض الأنواع النادرة من الطيور مثل البلشون والطيور الأستوائية.
ويمتد جبل سمحان إلى مساحة واسعة تضم حوالي 1,500 متر من المنخفضات الواقعة بين ولاية مرباط وولاية سدح. وقد أعلنت كمحمية بموجب المرسوم السلطاني رقم 97/48 وتبلغ مساحتها الكلية 40500 كيلومتر مربع.